# Hydroksyprolina
Hydroksyprolina (Hyp) – organiczny związek chemiczny, jeden z aminokwasów niebiałkowych, występujący w dużych ilościach w żelatynie. Hydroksyprolina różni się od proliny obecnością dodatkowej grupy hydroksylowej przy atomie węgla gamma.
Pierwszy raz została wyizolowana przez Hermanna Fischera w roku 1902. Enzymem odpowiedzialnym za biosyntezę hydroksyproliny jest hydroksylaza prolylowa, która potranslacyjnie modyfikuje prolinę dołączając grupę hydroksylową (reakcja przebiega wewnątrz retikulum endoplazmatycznego). Chociaż hydroksyprolina nie jest składnikiem budulcowym białek syntetyzowana jest ona w dużych ilościach (stanowi ok. 4% wszystkich aminokwasów w organizmie, czyli więcej niż kilka ze standardowych aminokwasów białkowych). Jest ona głównym składnikiem kolagenu stanowiąc ok. 13,5% kolagenu u ssaków. Hydroksyprolina i prolina mają decydujące znaczenie dla wytrzymałości mechanicznej kolagenu.